# Monika Helfer
Monika Helfer (Au, Vorarlberg, Àustria, 18 d'octubre de 1947) és una escriptora austríaca.
Casada amb l'escriptor Michael Köhlmeier, viu i treballa a Hohenems (Vorarlberg).

## Obra (en alemany)

### Novel·la
- Die wilden Kinder (1984)
- Mulo. Eine Sage (1986)
- Ich lieb Dich überhaupt nicht mehr (1989)
- Der Neffe (1991)
- Oskar und Lilli (1994)
- Kleine Fürstin (1995)
- Wenn der Bräutigam kommt (1998)
- Bestien im Frühling (1999)
- Mein Mörder (1999)
- Rosie in New York (2002)
- Rosie in Wien (2004)

### Teatre
- Die Aufsässige (1992)
- Bestien im Frühling (1999)

### Radiocomèdia
- Der Zorn des Meisters (1979)
- Indische Tempeltänzerin (1981)
- Oskar und Lilli (1994) (premi de la televisió austríaca)

## Premis
- Ehrengabe für Kunst und Wissenschaft de la província Vorarlberg (1973)
- Staatsstipendium del govern austríac(1980)
- Franz-Michael-Felder-Medaille für Verdienste um die Literatur Vorarlbergs (1985)
- Literaturstipendium de Vorarlberg (1989)
- Förderungspreis del govern austríac (1991)
- Dramatikerstipendium del govern austríac (1992)
- Österreichischer Würdigungspreis für Literatur (1997)